# Збагачуваність електричною сепарацією

Реагенти, що застосовуються для обробки мінеральних поверхонь

Збагачуваність електричною сепарацією — здатність корисних копалин до розділення на відповідні продукти при їх збагачуванні електричною сепарацією.

## Загальна характеристика
Електричне збагачення засноване на різниці електричних властивостей розділюваних мінералів: електричній провідності, діелектричній проникності та ін.
При збагаченні корисних копалин найбільше поширення отримали такі методи: — електрична сепарація в електростатичному полі; зарядка розділюваних частинок здійснюється при контакті з зарядженою поверхнею і тертям; — коронна сепарація в електричному полі коронного розряду; зарядка частинок здійснюється йонізацією; — коронно-електростатична сепарація у комбінованому коронно-електростатичному полі; зарядка частинок здійснюється йонізацією.
Електричну сепарацію застосовують при збагаченні зернистих матеріалів крупністю 0,05 — 3 мм, для розділення та доводки колективних концентратів (напр., титано-цирконієвих, тантало-ніобієвих, олов'яно-вольфрамових та ін.).
Необхідною умовою успішної електричної сепарації є попередня підготовка матеріалу: класифікація по крупності, сушка, нагрів і у окремих випадках відтирка та обробка реагентами.
Класифікація вихідного матеріалу звичайно здійснюється на класи: 0,074 — 0,2; 0,2 –0,5; 0,5 — 1; 1 — 2 мм. Наявність в руді матеріалу крупністю менше 0,074 мм погіршує показники електричної сепарації, матеріал крупніше 2 — 3 мм електричною сепарацією не розділяється.
Нагрів руди перед сепарацією як правило ведуть до 50 — 600оС, частіше за все до 80 — 120оС, але у деяких випадках руду нагрівають до 400—600оС. Після нагріву (перед сепарацією) руду охолоджують до 100—200оС. Температура нагріву у кожному конкретному випадку визначається експериментально. Перед випробовуванням нагрівають осаджувальний електрод і живильник сепаратора.
Ефективність сепарації меншою мірою залежить від властивостей самих мінералів більшою — від стану їхньої поверхні. Природний стан мінеральної поверхні можна змінити очисткою поверхні частинок та видаленням з них деяких складових або створенням поверхневих плівок за допомогою реагентів, що селективно діють на різні речовини (табл.).
Якщо при очищенні поверхні частинок їхні складові, що віддаляються, не можуть звітрюватися, розсіюватися або відшліфовуватися, для їхнього очищення потрібно перемішування у пульпі.
Обробляти рудний матеріал поверхнево-активними і плівкоутворюючими речовинами можна як при сухому (газоподібному), так і вологому (у вигляді розчину) стані. Але в останньому випадку після реагентної обробки матеріал необхідно підсушувати.
Підсушка матеріалу усуває вплив вологості, стабілізує поведінку розділюваних частинок та забезпечує їхнє вільне переміщення у сепараторі під дією механічних і електричних сил.

Рис. 1.

## Дослідження на збагачуваність електричною сепарацією
При дослідженнях встановлюють такі параметри: різниця потенціалів, відстань між електродами і їхня форма, швидкість обертання барабана сепаратора і продуктивність на 1 см довжини барабану, крупність і температура підігріву досліджуваного матеріалу, матеріали для виготовлення живильного лотка, барабана та ін. Вибір типу електродів і режим електричної сепарації визначається різницею у значеннях електричного опору, діелектричної проникності, трибоелектричних зарядів і форми частинок мінералів.
Для розділення мінералів, що суттєво відрізняються електричною провідністю, а також для класифікації за крупністю застосовують лабораторний коронно-електроста-тичний барабанний сепаратор типу ЕС-1 (рис. 1) та його модернізований аналог ЕС-2.
Продуктивність сепараторів ЕС-1 та ЕС-2 складає до 50 кг/год, діаметр осаджувального (заземленого) електрода 150 мм, його лінійна обертальна швидкість — 0,3 — 4,6 м/с, напруга до 30 кВ, потужність 200—450 Вт. В сепараторі передбачена можливість зміни полярності високої напруги, що подається на електроди, нагрів вібролотка та осаджувального електрода від 20 до 150оС.
При проведенні досліджень необхідно стежити, щоб шар матеріалу на барабані був товщиною у одне зерно. Провідну і непровідну фракції або промпродукт перечищають два-три рази. Мінерали зі слабкою електропровідністю (напр., кварц, польовий шпат) розділяють після попередньої трибоелектричної зарядки при русі мінералів по вібролотку живильника сепаратора або у киплячому шарі.
Продукти розділення перечищають три-чотири рази.
Продукти аналізують і обчислюють вилучення кожного мінералу у продукти, після чого будують криві розподілу для кожного мінералу. Для побудови кривих розподілу по осі абсцис відкладають відстань від вертикальної площини, що проходить через вісь барабана, вправо і вліво від неї, а по осі ординат — процент вилучення в кожний продукт. За взаємним положенням кривих визначають точку по осі абсцис, яка забезпечує найбільше вилучення у різнойменні концентрати.

Рис. 2.

Рис. 3.

Для попередньої оцінки електричних властивостей мінералів можна використовувати простий пристрій (рис. 2), що складається з мідної пластинки 1 розміром 90×120 мм, по кутах якої наклеєні ізолятори 2 розміром 15×15 мм і висотою 4 — 5 мм.
На ізолятори накладається ебонітова пластинка 3 того ж розміру, що й мідна. На ебонітовій пластинці для її зарядки наклеєна мідна сітка 4, яка не досягає країв на 5 мм. На мідну пластинку насипають шар досліджуваного матеріалу, накривають ебонітовою пластинкою, сітку якої з'єднують з регульованим джерелом високої напруги. напругу збільшують до моменту, коли електропровідні зерна почнуть притягуватись до пластинки. Після цього прилад від'єднують від джерела напруги, не торкаючись мідної сітки і кондуктора, і обережно знімають ебонітову пластинку з зернами, що до неї прилипли, щоб не розрядити її при зніманні. Дослід повторюють декілька разів, поки не будуть розділені усі зерна.
Для лабораторних досліджень електричних властивостей мінералів широко використовується і мікроелектросепаратор МЕП-2 (рис. 3).
Він дає можливість розділяти малі наважки міне-ралів за їхньою електро-провідністю. Характерною для сепаратора є висока напруга, що регулюється у межах 0 — 5 кВ. Нижній електрод за допомогою маніпулятора до-зволяє змінювати зазор у робочій зоні і кут нахилу нижнього електрода. В процесі розділення електропровідна фракція скидається на дно робочої чарунки, непровідна — збирається на верхньому електроді.

## Збагачуваність мінеральної сировини за процесами і мінеральною сировиною
Розрізняють:
- Збагачуваність флотацією, (флотованість)
- Збагачуваність гравітаційними процесами
- Збагачуваність електричною сепарацією

- Збагачуваність магнітних руд
- Збагачуваність вугілля